# 輪島市立門前東小学校
輪島市立門前東小学校（わじましりつ もんぜんひがししょうがっこう）は、石川県輪島市にある小学校。

## 沿革
- 2006年（平成18年）4月1日 - 櫛比小学校、七浦小学校、本郷小学校が統合し輪島市立門前東小学校が設立。校舎は櫛比小学校のものを使用。
- 2012年（平成24年） - 同年度より制服を導入。
- 2024年（令和6年）
  - 1月9日 - 1日夕方に発生した令和6年能登半島地震により、3学期始業式が延期。
  - 1月24日 - 授業再開。なお、同日から当面、門前西小学校と門前中学校の児童生徒も受け入れ[1]。

## 通学区域
- 旧櫛比小学校区
  - 輪島市 門前町門前、門前町清水、門前町走出、門前町和田、門前町深田、門前町日野尾、門前町鬼屋、門前町舘、門前町広岡、門前町西中尾、門前町栃木、門前町上河内、門前町小石、門前町広瀬、門前町本市、門前町高根尾、門前町小滝、門前町猿橋、門前町植戸、門前町浦上、門前町浅生田、門前町安代原、門前町中野屋、門前町八幡、門前町山辺、門前町宮古場、門前町田村、門前町西円山

- 旧七浦小学校区
  - 輪島市 門前町皆月、門前町五十洲、門前町餅田、門前町鵜山、門前町吉浦、門前町大滝、門前町中谷内、門前町矢徳、門前町小杉、門前町百成大角間、門前町井守上坂、門前町暮坂、門前町樽見、門前町薄野

- 旧本郷小学校区
  - 輪島市 門前町二又川、門前町鑓川、門前町平、門前町堀腰、門前町百成、門前町東大町、門前町別所、門前町荒屋、門前町地原、門前町定広、門前町長井坂、門前町原、門前町貝吹、門前町能納屋、門前町谷口、門前町嶺、門前町俊兼、門前町四位、門前町滝上、門前町内保、門前町本内

## 進学
- 卒業生は門前中学校に進学する。